# Hénansal
Hénansal é uma comuna francesa na região administrativa da Bretanha, no departamento Côtes-d'Armor. Estende-se por uma área de 29,25 km². Em 2010 a comuna tinha 1 200 habitantes (densidade: 41 hab./km²).